# Nieuwe Heide

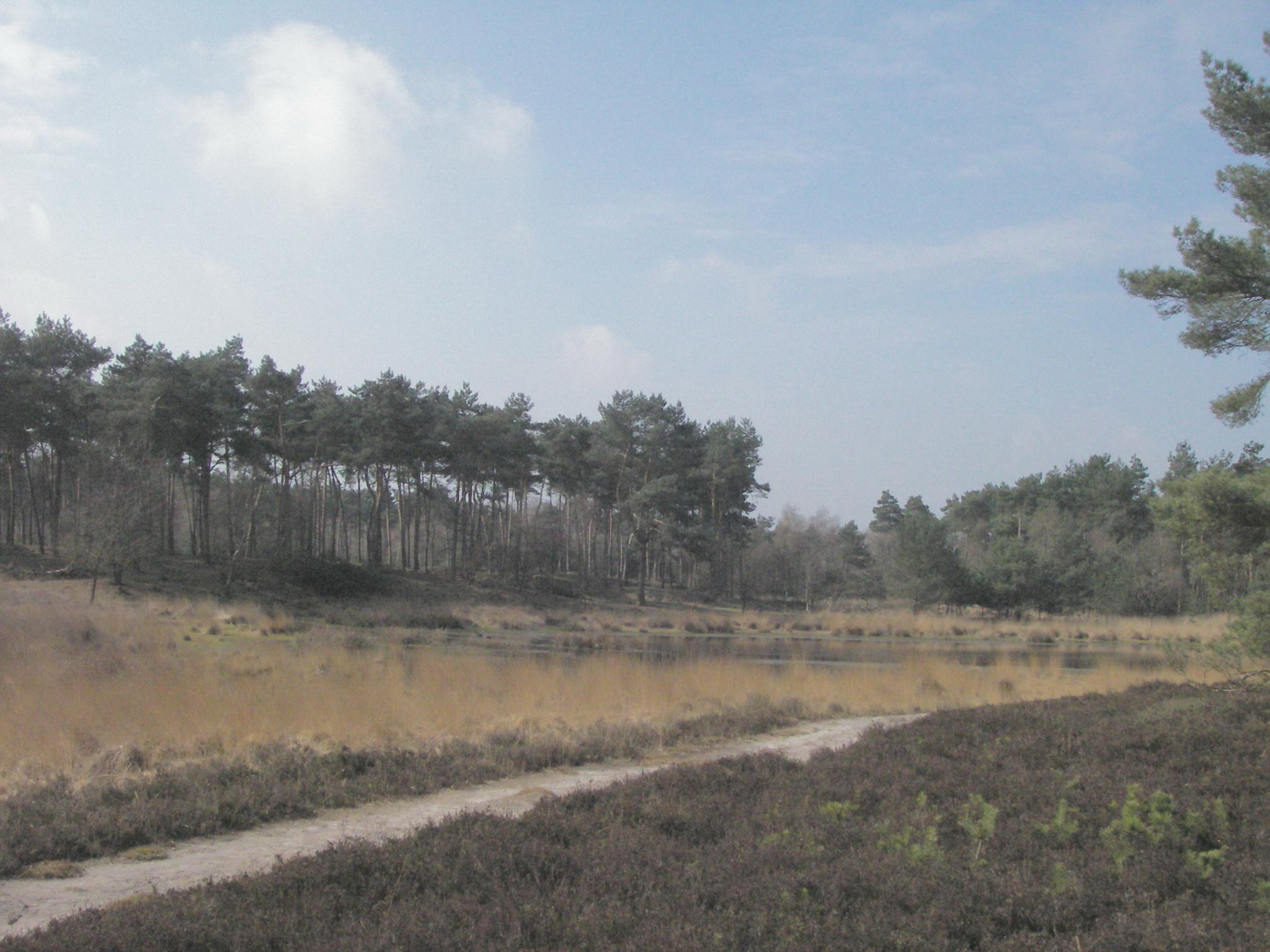
Het langven in de nieuwe heide

De Nieuwe Heide is een natuurgebied ten oosten van Best. Het meet 277 ha en is eigendom van de gemeente Best. Tegenwoordig wordt het beheerd, samen met de nabijgelegen Sonse Heide, door Staatsbosbeheer.
Het gebied is gelegen op de Midden-Brabantse dekzandrug en bestaat voornamelijk uit aanplant van grove den, die van 1921-1930 werd gerealiseerd. Voordien was het een heide- en stuifzandgebied. Hoewel oorspronkelijk als productiebos voor mijnhout bedoeld, wordt het geleidelijk ontwikkeld tot een meer natuurlijk gebied.
Naast enkele heiderestanten is in het uiterste zuidwesten ook een ca. 15 ha groot vennencomplex aanwezig, het Langven geheten, waar onder meer klokjesgentiaan is te vinden. Tegenwoordig wordt er hier een begrazingsproject met schapen uitgevoerd.
In het bos ligt het Joe Mann openluchttheater met een monumentale toegangspoort en een uitspanning. Van hier uit vertrekken wandelroutes en een trimparcours. Ook een middellange afstandswandeling leidt door dit gebied.
Nabij het Joe Mann theater ligt het Museum Bevrijdende Vleugels.
Een deel van het gebied wordt doorsneden door het Wilhelminakanaal. In het oosten sluit het aan op de Sonse Heide, terwijl in het westen een autosnelweg en de kom van Best ligt.